# Померанц, Александр Джошуа
Померанц Александр Джошуа (Померанц Ишия Авраамович) (англ. Pomerantz Alexander Joshua 1 мая 1901, Гродно — 9 января 1965, Нью-Йорк) — американский литературовед, журналист и переводчик, библиограф, публицист.

## Биография
Получил традиционное еврейское образование в хедере и иешивах. В 1921 эмигрировал в США. Окончил педагогический колледж. Издавал первые пролетарские журналы США «Spartak» и «Kuznie». Входил в состав редколлегии нью-йоркских журналов «Дер Хамер», «Сигнал» и «Югнт». Около 25 лет был сотрудником газеты «Морген фрайгайт». Помогал в написании биографий советских еврейских писателей для книги Ш.Нигера «Идише шрайбер ин Совет-Русланд» («Еврейские писатели в Советской России», 1958). Принимал участие в издании академического «Большого словаря языка идиш». В 1955-65 работал библиографом в библиотеке Еврейской теологической семинарии в Нью-Йорке.

### Произведения
- «Пролет-пен» (1935, Киев)
- «А мейдл фун Минск» («Девушка из Минска», 1942)
- «Кавказ» (1943)
- «Церисене кейтн» («Разорванные оковы», 1943)
- «Рейзе ин дер цукунфт» (1944)
- «Ди советише гаруге-малхус» («Советские жертвы», 1962)